# Désert de Gobi
Pour l’article ayant un titre homophone, voir Gobie.
Le désert de Gobi  (mongol : ᠭᠣᠪᠢ, cyrillique : говь, MNS : govi, lit. « désert » ; en chinois : 戈壁沙漠 ; pinyin : gēbì shāmò ou plus brièvement 戈壁, gēbì) est une vaste région désertique comprise entre le nord de la Chine et le sud de la Mongolie. Il englobe environ un tiers de la surface de la Mongolie. Le bassin désertique est délimité par les montagnes de l'Altaï, la steppe de Mongolie, le plateau tibétain et la grande plaine de Chine du Nord. Au sens propre, le mot « gobi » (prononcé gov) désigne en mongol un territoire semi-aride (le désert est appelé tsöl) en forme de grande cuvette (racine eurasienne[Laquelle ?] *gob « creux, concave »). 
Le désert de Gobi revêt une importance historique, non seulement pour son appartenance à l'Empire mongol, mais aussi parce qu'il constituait l'un des points de passage de la route de la soie.
Une partie du désert ainsi que des fossiles situés dans le désert ont été inscrits sur la liste indicative au patrimoine mondial de l'Unesco en 2014,.

## Géographie
Le Gobi s'étend sur 1 600 km du sud-ouest au nord-est et sur 800 km du nord au sud. Sa superficie est estimée à 1 300 000 km2, ce qui en fait l'un des plus grands déserts au monde. Contrairement aux images fréquemment associées aux déserts, le Gobi est davantage recouvert de pierres et de roches que de sable.
Les paysages sont divers : on trouve de vastes plaines de steppe, de terre, de pierres ou de sable, d'imposantes chaînes de montagnes comme les célèbres Flaming Cliffs ou de plus petites dunes. Cette hétérogénéité des paysages donne au désert de Gobi une importante variété de couleurs. L'ensoleillement est d'environ 250 jours par an.
Des nomades habitent certaines régions. Ils se déplacent à dos de chameaux, de petits chevaux (cheval mongol) ou en véhicules motorisés tout-terrain selon les régions et les moyens. Les nomades mongols vivent en famille et dorment sous des yourtes, maisons traditionnelles circulaires mongoles.
Vers Dunhuang, dans la province chinoise du Gansu, on peut trouver de grandes oasis, des dunes de sable d'une centaine de mètres de haut, les trombes terrestres y sont fréquentes.
Les animaux sauvages comprennent le cheval de Przewalski, le léopard des neiges, l'hémione de Mongolie ou encore l'ours de Gobi.
L'humain y domestique depuis longtemps les moutons, les chèvres, dont la chèvre cachemire, célèbre pour la qualité unique de la fibre de cachemire qu'elle produit, les yacks, les chameaux ou le cheval mongol.

Images
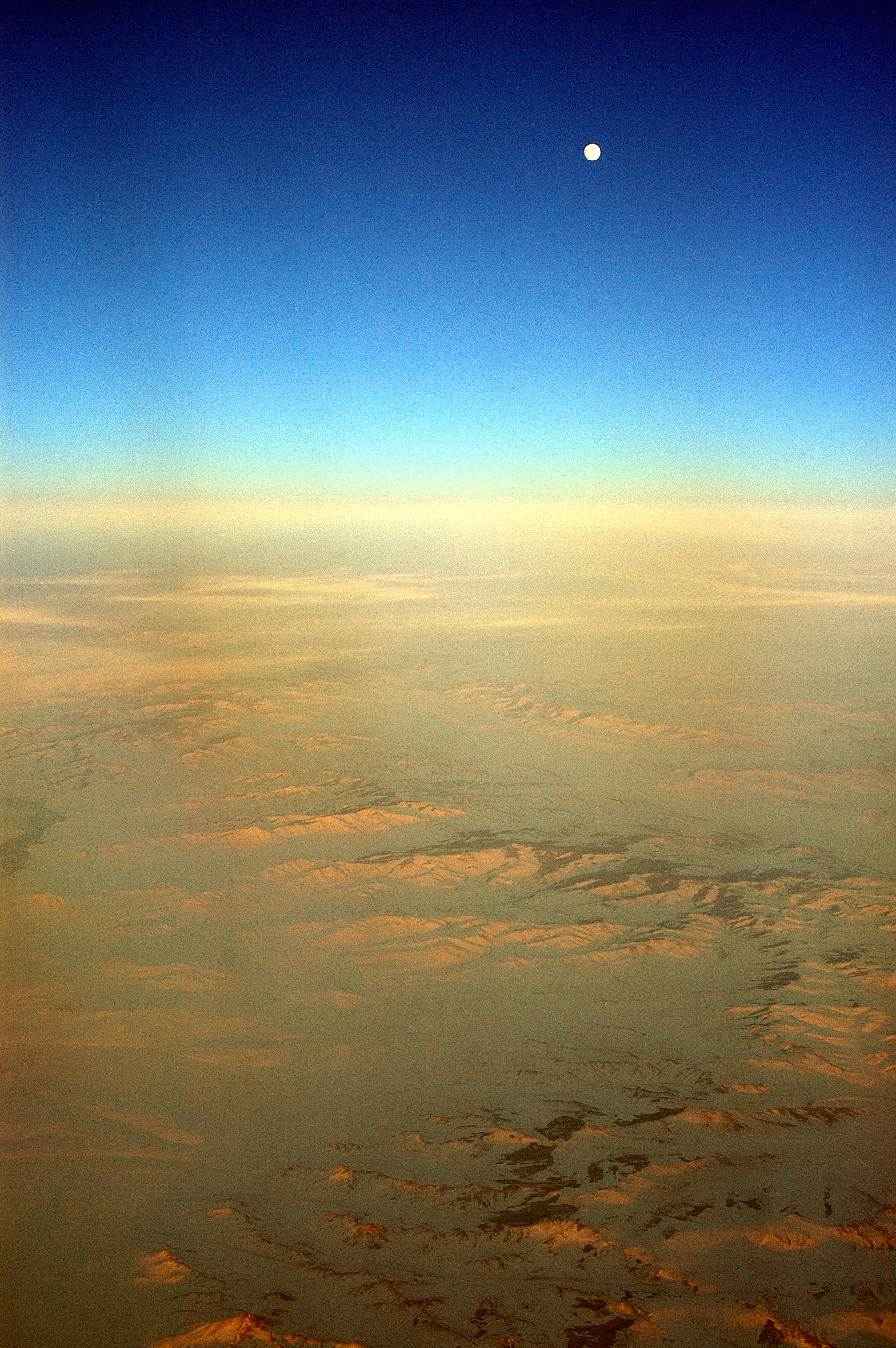
Vue aérienne du désert à 9 000 m d'altitude, janvier 2006.
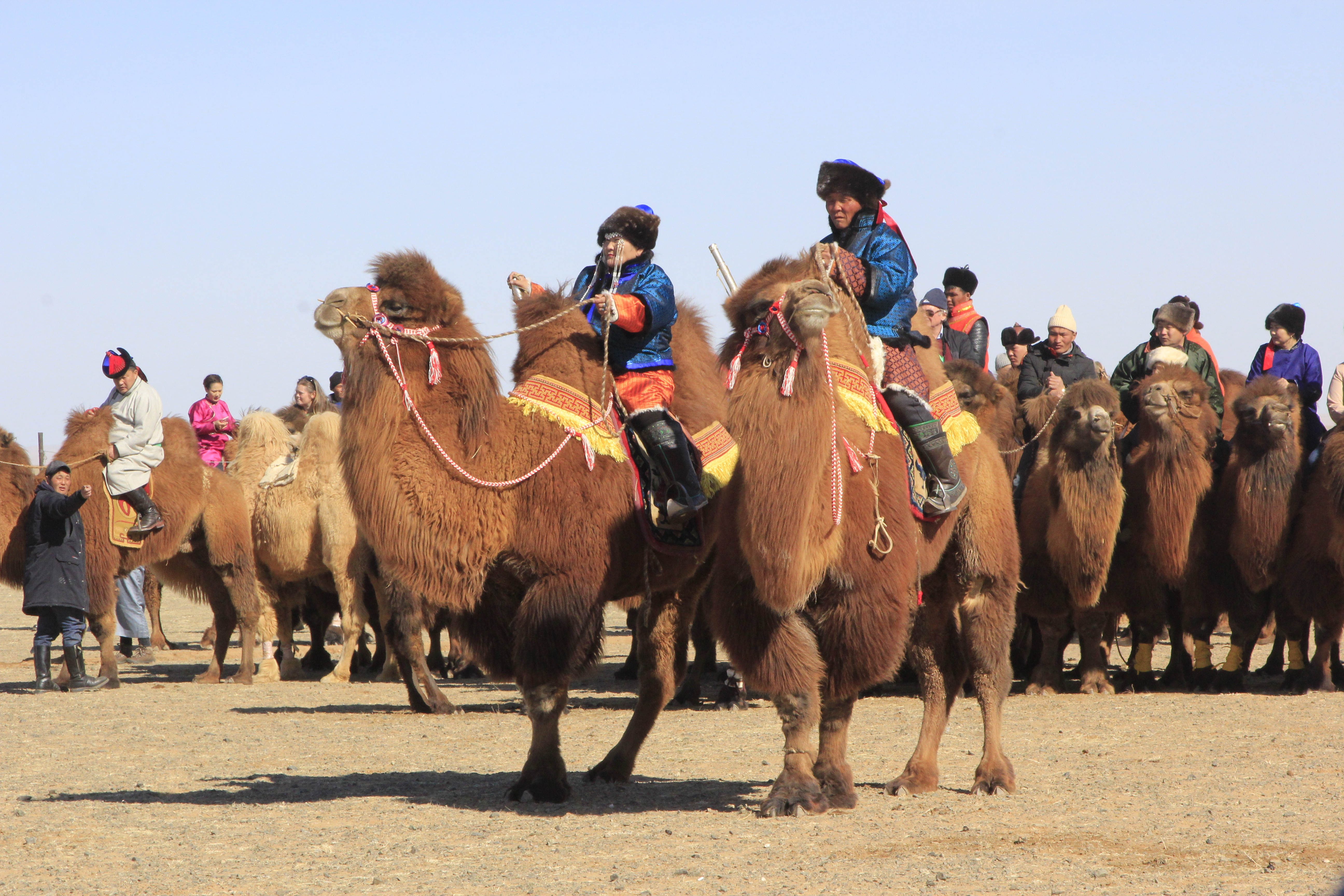
Festival des chameaux du Gobi en mars 2019.
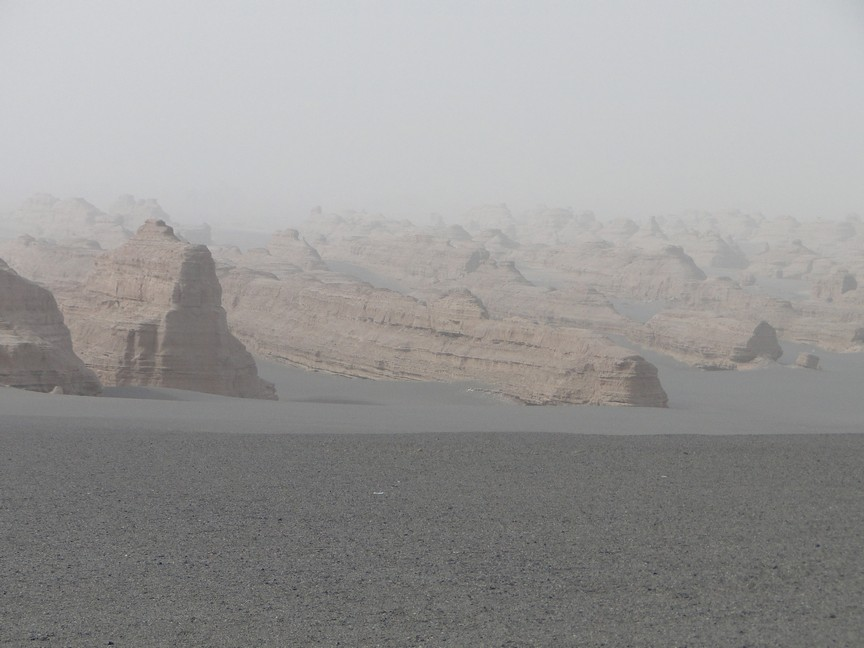
Le désert près de Dunhuang (Gansu) en juillet 2009.

## Paléontologie

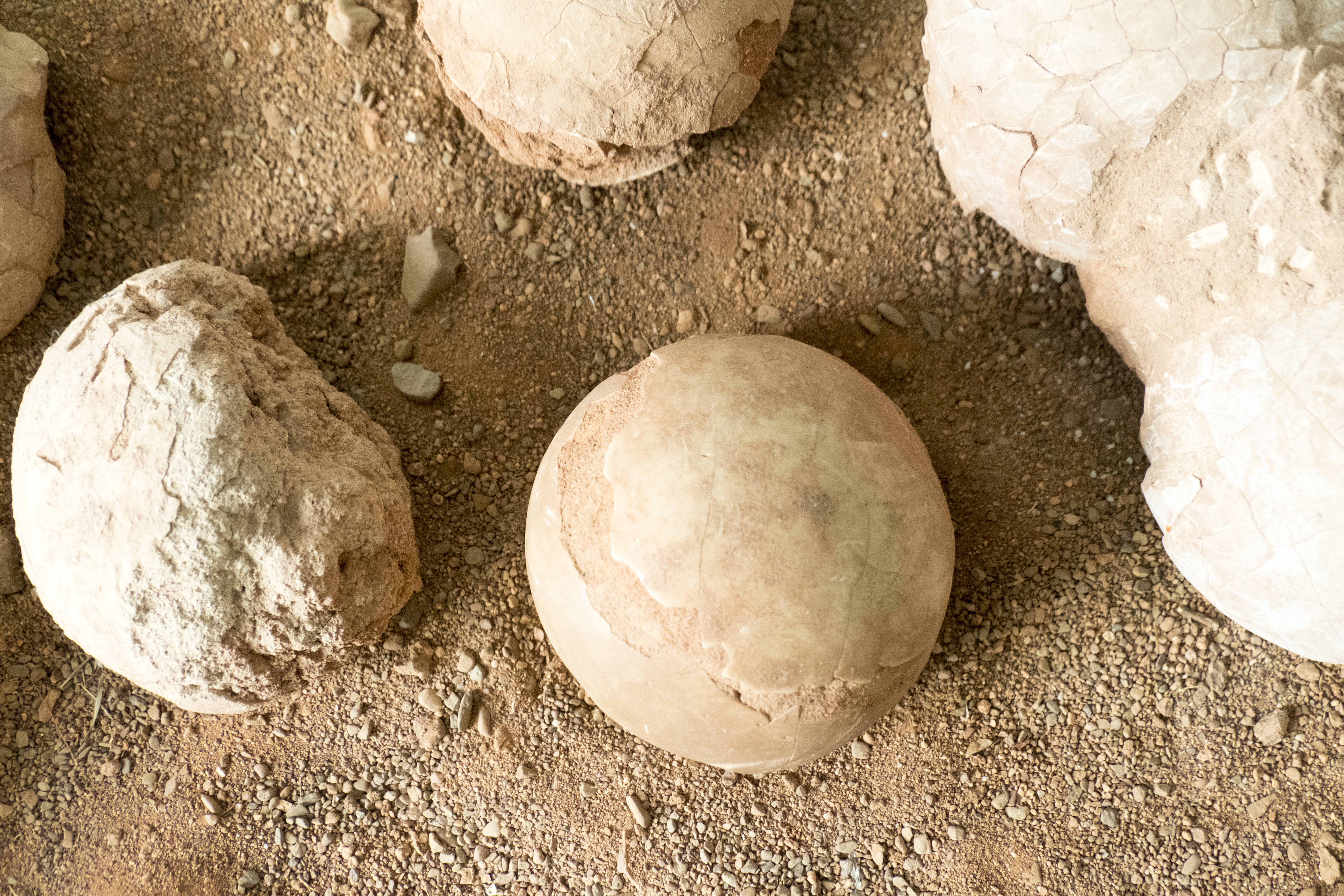
Œufs de dinosaure en Mongolie, juin 2017.

Le bassin de Nemegt, situé dans la partie nord-ouest du désert, est connu localement comme la « vallée des dragons » car il est une source de nombreuses espèces de fossiles, y compris des dinosaures, des œufs de dinosaures et empreintes fossiles.

## Climat
Le climat continental du désert de Gobi connaît des écarts de températures extrêmes qui le rendent très hostile. Malgré cela, des herbes ainsi que quelques petits arbustes nourrissent un grand nombre de petits animaux comme le hamster du désert et l'âne sauvage. 
Le climat du Gobi présente d'importantes variations selon la saison : torride en été (+38 °C), il est glacial en hiver (−25 °C), ce qui en fait le désert le plus froid au monde après l'Antarctique. Ce plateau est balayé par des vents puissants. Entre la nuit et le jour, on peut observer une amplitude thermique de 32 °C. Dans le canyon de Yolyn Am, on peut voir des blocs de glace au mois de juillet. Le désert de Gobi s'agrandit de plus de 10 000 km2 par an.

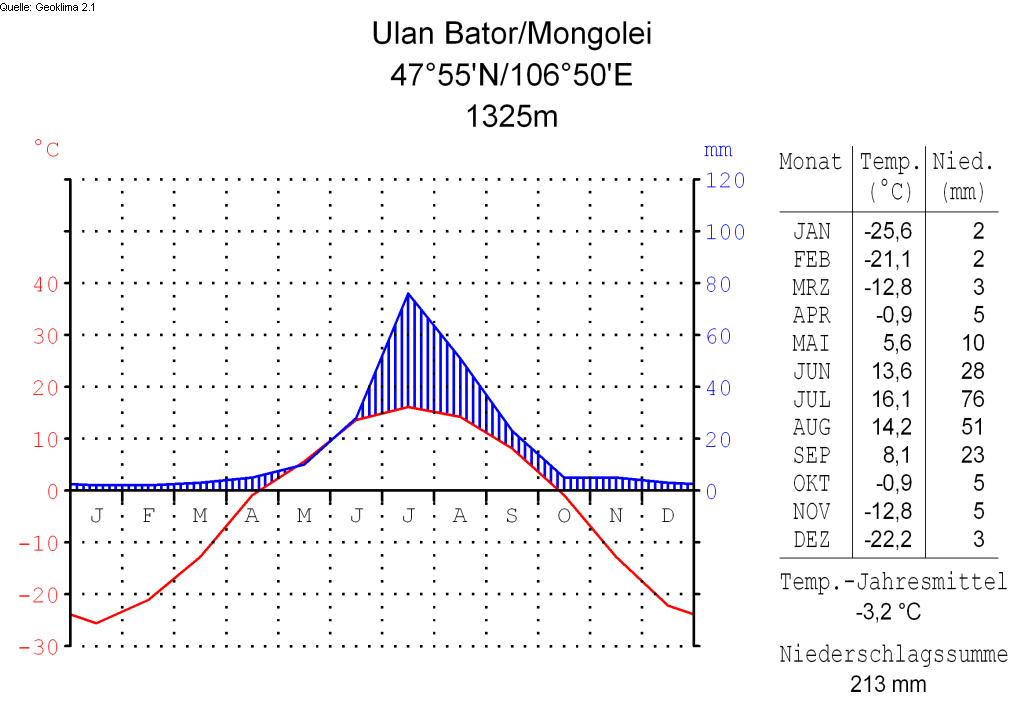
Climatogramme d'Oulan-Bator, Mongolie.

|                  | Oulan-Bator (1 150 m) | Sivantse (1 190 m) |
| Moyenne annuelle | −2,5 °C               | +2,8 °C            |
| Moyenne janvier  | −26,5 °C              | −16,5 °C           |
| Moyenne juillet  | 17,5 °C               | 19,0 °C            |
| Extrema          | 38,0 °C et −43 °C     | 33,9 °C et −47 °C  |

## Émission d'aérosols atmosphériques
Les aérosols atmosphériques sont connus pour jouer un rôle important dans la détermination du bilan radiatif de la planète. La présence de particules en suspension dans l'atmosphère peut réchauffer ou refroidir le climat en interagissant avec les rayonnements solaires et telluriques. La part d'aérosols d'origine naturelle dans ce calcul ne peut être négligée, bien particulièrement dans le cas du désert du Gobi qui est une des principales zones sources d'aérosols désertiques. 
La couverture caillouteuse de ses surfaces conduit à des seuils d’érosion élevés. En effet, les vitesses de vents à 10 m mesurées par les stations météorologiques de Mongolie au cours des tempêtes d’aérosols désertiques varient entre 11 et 20 m/s.  De plus, le nord-est de l’Asie est soumis aux fronts cycloniques de Mongolie qui sont des phénomènes météorologiques particulièrement efficaces en termes d’émission.

## Écorégions
Le Gobi peut être découpé en plusieurs régions :
- le plateau semi-désertique d'Alashan, situé au sud-ouest de cette steppe, comprend la région de dunes du désert du Kumtagh (Lob Nor) et s'étend jusqu'au plateau tibétain ;
- la steppe désertique de la Vallée des Lacs du Gobi, s'étend au nord, dans l'intérieur de la Mongolie ;
- la steppe du désert de Gobi oriental, s'étend sur 281 000 km2, du plateau de Mongolie intérieure (Chine) vers la Mongolie.

On rattache parfois au désert de Gobi deux zones arides qui le prolongent à l'ouest dans le Xinjiang : 
- le semi-désert du bassin de Dzoungarie (Dzoungarie), délimité par deux massifs appartenant à la chaîne du Tian Shan ;
- le désert du Taklamakan, au sud, occupant l'espace compris entre la chaîne du Tian Shan et celle du Nan Shan.